# 函館市旧イギリス領事館
函館市旧イギリス領事館（はこだてしきゅうイギリスりょうじかん、英語: Former British Consulate of Hakodate）は、北海道函館市元町にあるかつてのイギリス領事館である。
函館市イギリス領事館は1859年に函館市に開設された領事館の中でアメリカ、ロシアに次いで3番目に古い。
幾度かの大火によって、建てなおされ現在の建物になった。この建物は、1913年から1934年まで領事館として使用されていた。
現在は、開港記念館として一般開放されている。

## 歴史
イギリス領事館は1859年（安政6年）の開港に伴い同年9月称名寺の中に開設された。2回の移転を経て，1879年（明治12年）の函館大火後に，現在の元町に新築された。
1907年（明治40年）の函館大火の際に，函館からの移転問題が持ち上がった。しかし，当時のイギリス臣民保護、イギリス船舶への援助、イギリスの貿易利権促進と商業情報獲得などの職務関係上、総合的条件から函館が最適と判断された。函館に在住のイギリス人は明治から昭和初期の間で20人前後にすぎず、貿易規模も神戸や横浜とは比較にならなかった。他国に対してイギリスだけ函館に領事館を維持してきた背景には、極東をめぐる列強の力関係の中でイギリスが函館港を保持すべき港と位置づけていたものと推測される。当時、函館には信頼できる病院や娯楽施設、レストランもあり、外国人を埋葬できる墓地もあった。
函館市旧イギリス領事館のあゆみ

- 1859年 箱館開港　国際貿易の開始（新暦7月1日）
- 1859年 初代領事クリストファー・ホジソン着任　称名寺に仮領事館を開く
- 1863年 元町地区に領事館が落成（現函館ハリストス正教会付近）
- 1865年 火事により領事館が焼失　仮領事館を設置（現領事館付近）
- 1879年 函館大火により仮領事館が焼失
- 1885年 現在の場所に新築の領事館が落成
- 1907年 函館大火により領事館が焼失　臨時に招魂社坂の領事私邸にて執務を行う
- 1913年 新築の領事館が落成（現在の建物）
- 1934年-1941年 領事館を閉鎖
- 1940年 函館市がイギリス政府から領事館の建物を買収　市立函館病院の施設として使用
- 1941年 憲兵隊が建物を接収
- 1945年-1979年 終戦により接収解除　市立函館病院の施設として使用
- 1979年 函館市有形文化財に指定
- 1992年 函館市旧イギリス領事館（開港記念館）オープン
- 2009年 函館市旧イギリス領事館（開港記念館）リニューアルオープン

## 施設
- 営業時間
  - 午前9:00～午後7:00（4月1日～10月31日）　
  - 午前9:00～午後5:00（11月1日～3月31日）
- 展示
  - 領事執務室
  - 家族居室
  - 歴史的建造物の紹介
  - 様式庭園
- 開港ミュージアム
  - 箱館開港の歴史室
  - 開港記念ホール
  - 函館モダンストリート
  - 函館ハイカラスクエア
- 英国雑貨　クィーンズメモリー
- ティールーム　ヴィクトリアンローズ
- ブライダル

## 交通アクセス
- JR函館駅から　徒歩で約20分　車で約8分
- 函館市電「末広町」電停から　徒歩で約5分
- 函館空港から　車で約25分